# Comté de Tucker
Le comté de Tucker est un comté des États-Unis situé dans l’État de Virginie-Occidentale. En 2000, la population était de 7 321 habitants. Son siège est Parsons. Le comté de Tucker a été créé en 1856 à partir du comté de Randolph auquel on a ajouté en 1871 une partie du comté de Barbour. Il doit son nom à l'homme politique Henry St. George Tucker, Sr., juge et député de l'État.

## Principales villes
- Davis
- Hambleton
- Hendricks
- Parsons
- Thomas